# Artur Przebindowski
Artur Przebindowski (ur. 1967 w Chrzanowie) – polski malarz.

## Życiorys
Urodził się w 1967 w Chrzanowie. Jest absolwentem Akademii Sztuk Pięknych w Krakowie. W 1993 obronił dyplom w pracowni prof. Romana Banaszewskiego.

## Wybrane wystawy i Targi Sztuki
2022
- Galeria Dystans, 19. Warszawskie Targi Sztuki, Expo XXI[2]

2021
- Chwila i trwanie, Regionalne Towarzystwo Zachęty Sztuk Pięknych Konduktorownia, Częstochowa[3]

2020
- Muzeum Sztuki Współczesnej w Krakowie MOCAK, Artyści z Krakowa. Generacja 1950-1969[4]
- Galeria Miejska Wrocław, Drzewo Mondriana, wystawa indywidualna[5]
- Biuro Wystaw Artystycznych Piła, Wyspy Polskości – wystawa poplenerowa Hercowo 2019[6]
- Galeria Arttrakt Wrocław, Salon letni, wystawa zbiorowa[7]
- Galeria Dystans Kraków, Lockdown, wystawa zbiorowa[8]

2019
- Sosnowieckie Centrum Sztuki – Zamek Sielecki, Korzenie Współczesności – Sztuka polska po 1945[9]

- Galeria Miejska, Wrocław, Statek Robinsona – pokaz sztuki figuratywnej z Europy środkowo-wschodniej[10]
- Regionalne Towarzystwo Zachęty Sztuk Pięknych Konduktorownia, Częstochowa, Wystawa Sztuki Współczesnej – Elementa Artis[11]

2018
- Galeria Arttrakt Wrocław, Przełam się sztuką[12]
- Projekt o nieznanym tytule, Desa Unicum Warszawa[13]
- Projekt o nieznanym tytule, Galeria Dystans Kraków[14]

2017
- Targi Sztuki, Warszawa[15]
- Galeria Arttrakt Wrocław, Przełam się sztuką[16]
- Po drugiej stronie lustra, Kolekcja Sztuki Galerii Bielskiej BWA, Regionalna Galeria Sztuki, Igława, Czechy[17]
- Piękni Malarze, Galeria 12, Miejska Galeria Sztuki, Cieszyn[18]
- Rośliny kochają inaczej, Stolarska/Krupowicz Gallery, Warszawa[19]
- Pokaz Kolekcji Sztuki Galerii Bielskiej BWA w Zlinie, Czechy[20]
- AtmoSphare Artur Przebindowski und Paweł Słota, Galerie Nielaba, Berno, Szwajcaria, 2017[21]

2016
- Kolekcja Sztuki Galerii Bielskiej BWA – POKAZ 4. Galeria Bielska BWA

2015
- Wystawa absolwentów PLSP w Bielsku- Białej. Muzeum Historyczne, Bielska-Biała
- Wystawa indywidualna – Zanurzenie, Płocka Galeria Sztuki, Płock
- „Wnętrze Miasta”, Filharmonia im. M. Karłowicza w Szczecinie[22]

2014
- 8 Arte Laguna Prize, Arsenale, Wenecja
- Premio Combat Prize, Livorno, Włochy
- 19 Wschodni Salon Sztuki, Lublin
- III Międzynarodowa konferencja „Granice sztuki – czy sztuka bez granic?”
- Targi Sztuki, Warszawa

2013
- Megalopolis. Nowe Obrazy, BWA Rzeszów
- HuntenKunst, Holandia
- 10 Exposition Internationale d’Art 2012 Lautenbach (Francja)
- Inter Art. Galerie Reich, Kolonia, Niemcy (z Jackierm Łydżbą)
- Targi Sztuki, Warszawa (z galerią Arttrakt Wrocław)
- „Wnętrze miasta”, Open Gallery, Szczecin
- Annual Dutch Art Fair, Amsterdam
- „Smaki Italii”, Miejska galeria Sztuki, Częstochowa[23]

2012
- Wystawa towarzysząca XXIV Festiwalowi Polskiego Malarstwa Współczesnego, Szczecin
- 9 Exposition Internationale D’Art. Lautenbach, Francja
- Trevisian International Art, Bolonia, Włochy
- Polonica S-dur (Festiwal Wagnerowski), Bayreuth, Niemcy
- Galeria Sztuki Współczesnej Artrakt, Wrocław – 10 Nowych Obrazów,
- Noc Muzeów, Wrocław – prezentacja kolekcji Pauliny Palian inspirowanej obrazem Megalopolis XXXI
- Magia warsztatu – Galerii Środowisk Twórczych, Bielsko-Biała
- RING targi sztuki – Muzeum Współczesne Wrocław

2011
- „Megalopolis. Studium Przestrzeni Miejskiej w 14 Odsłonach”, Regionalne Towarzystwie Zachęty Sztuk Pięknych „Konduktorownia”, Częstochowa
- 40. Biennale Malarstwa „Bielska Jesień
- Targi sztuki „HanseArt”, Brema
- Art. Event, Namur, Belgia
- Kunst en Living Rotterdam, Holandii

2010
- XXIII Festiwal Polskiego Malarstwa Współczesnego, Szczecin 2009
- Targi Sztuki w Warszawie

2008
- Indywidualna wystawa towarzysząca XXII Festiwalowi Polskiego Malarstwa Współczesnego, Szczecin, galeria Art. 5, Szczecin
- Wystawa indywidualna, Galeria Tamka, Warszawa
- 2007 Triennale Małych Form Malarskich, Galeria Wozownia, Toruń

2006
- Wystawa indywidualna, Galeria Tamka, Warszawa
- XXI Festiwal Polskiego Malarstwa Współczesnego, Szczecin

2004
- „Into Europe, New Art for the New Reality”, Bloxham Gallery, Londyn
- Targi sztuki „The Affordable Art Fair”, Bloxham Gallery, Londyn
- aukcja polskiej sztuki współczesnej, Konsulat Generalny, Nowy Jork

2000
- wystawa „10 Malarzy z Polski”, Centrum Kulturalne, Ateny

1998
- Grand Prix konkursu malarskiego „Prysznic – narodziny przyjemności”, Bad Zwischenahn, Niemcy

1997
- Triennale Małych Form Malarskich, Galeria Wozownia, Toruń
- Biennale Malarstwa „Bielska Jesień”, Galeria Bielska BWA, Bielsko-Biała

1996
- Festiwal Polskiego Malarstwa Współczesnego, Szczecin

1995
- Biennale Malarstwa „Bielska Jesień”, Galeria Bielska BWA, Bielsko-Biała
- wystawa Fundacji Polska-Japonia im. Miyauchi, Tokio oraz Stara Kordegarda, Warszawa

## Nagrody i wyróżnienia
- 1998 Grand Prix konkursu malarskiego „Prysznic – narodziny przyjemności”, Bad Zwischenahn, Niemcy
- 2007 Triennale Małych Form Malarskich, Galeria Wozownia, Toruń (nominacja do nagrody)
- 2010 Laureat XXIII Festiwal Polskiego Malarstwa Współczesnego, Szczecin – Grand Prix Ministra Kultury i Dziedzictwa Narodowego[24]
- 2011 40. Biennale Malarstwa „Bielska Jesień” – wyróżnienie regulaminowe[25]
- 2012 Nagroda Publiczności na 40. Biennale Malarstwa „Bielska Jesień”
- 2014 Premio Combat Prize, Livorno, Włochy (Popular Jury Prize)[26]